# Phil Davis (dessinateur)
Pour les articles homonymes, voir Phil Davis et Davis.
Phil Davis (1906-1964) est dessinateur américain qui a travaillé pour l'illustration de magazine, la publicité, le dessin industriel et la bande dessinée.
Sa notoriété est surtout lié à ce dernier domaine. Davis est en effet le co-créateur, avec le scénariste Lee Falk, du célèbre comic strip d'aventure Mandrake le magicien, qu'il a dessiné de 1934 à 1964.

## Biographie
Attiré par le dessin dès l'âge de six ans, il fait ensuite des études secondaires à l'Université Washington de Saint-Louis. En 1928 il travaille au département graphisme du journal St. Louis Post-Dispatch. Il quitte le journal et fait des illustrations pour des magazines et du dessin publicitaire. Il rencontre en 1933 Lee Falk directeur d'une agence de publicité et ainsi débute leur collaboration pour la célèbre bande dessinée Mandrake le magicien qui est lancée en juin 1934 par l'agence de presse King Features Syndicate.
Pendant la seconde guerre mondiale il fait l'illustration de manuel de pilotage pour bombardiers américains. Phil Davis succombe à une attaque cardiaque en 1964.